# Templo Kitain
Kita-in (喜多院) é um templo budista localizado na cidade de Kawagoe, em Saitama, Japão.

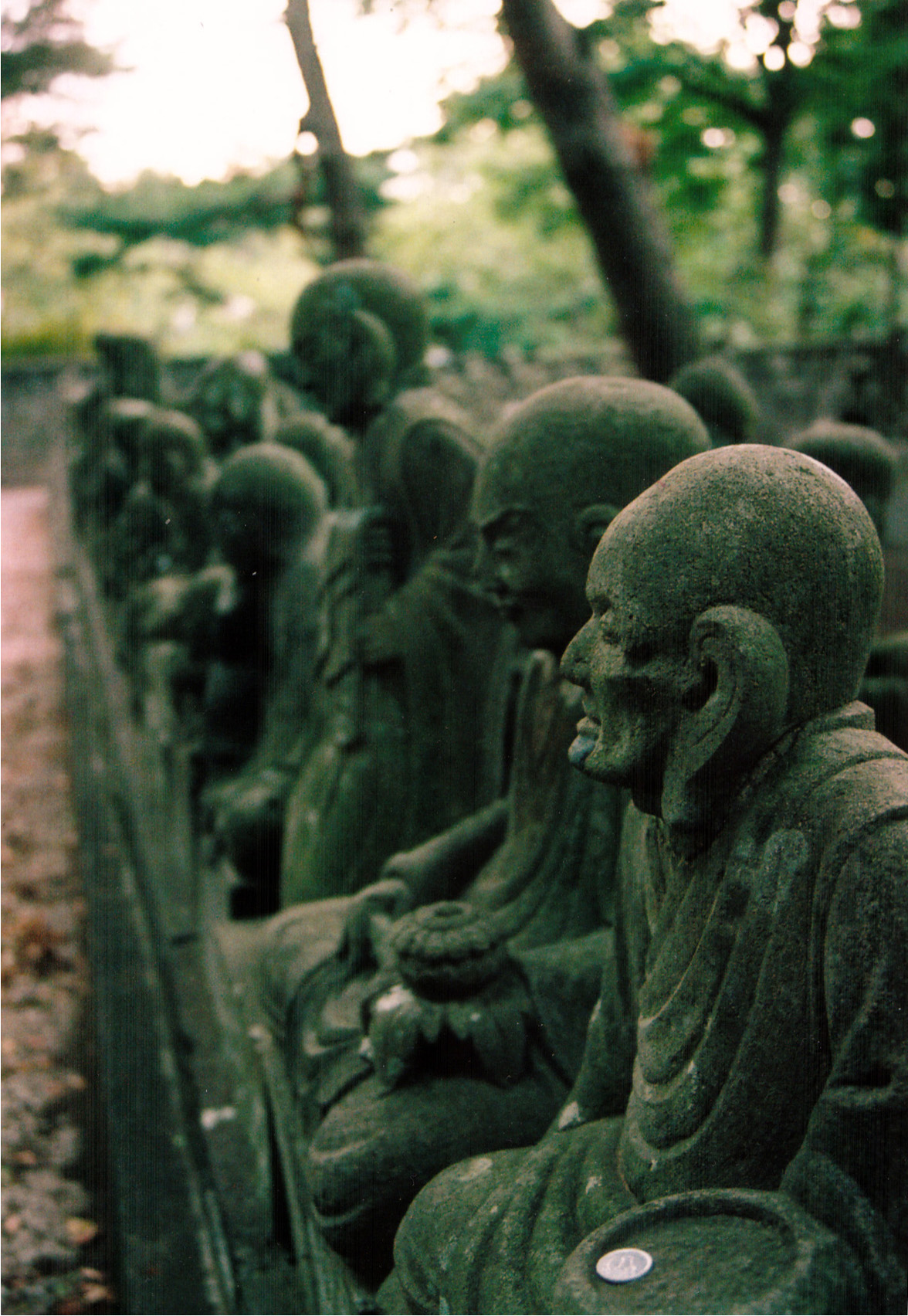
Alguns dos 500 Rakan

Além do próprio templo fundado em 830, há 500 estátuas de Buda conhecida como discípulos de Go Hyaku Rakan.